# Amanece
Amanece es el cuarto álbum de estudio de la banda de rock alternativo chilena Lucybell. Fue publicado el 19 de mayo de 2000 a través de Warner Music Chile, producido por Eduardo Bergallo y la propia banda. Como invitado, estuvo el músico Jorge Lobos de La negra Ester, aportando trompeta en «Luces no bélicas» y «Esfera». Para las presentaciones en vivo, sin embargo, se invita a Claudio Figueroa en el bronce.

## Contexto
El material ha sido descrito como «transicional», por el sonido más orientado a programaciones y sintetizadores, así como los aportes del baterista Francisco González y el ingreso del bajista Eduardo Caces, esto tras la partida de Marcelo Muñoz y Gabriel Vigliesoni. Desde este álbum, adoptan roles de power trio, en ocasiones intercambiando de instrumentos, Caces tocando la guitarra rítmica, Valenzuela el teclado, y González el bajo o teclado.
La etapa de composición fue entre enero a febrero de 2000, usando como sala de ensayo el local La Picá de don Chito. Sobre las canciones, estas eran más eclécticas, «Sentir» surgió de una secuencia creada por González, «Arrepentimiento» con su beat electrónico como protagonista, y «Milagro», compuesta por Valenzuela antes del nacimiento de su segunda hija.

## Lista de canciones
Todas las letras escritas por Claudio Valenzuela, toda la música compuesta por Lucybell. 
| N.º   | Título                                       | Duración |  |
| 1.    | «Luces no bélicas»                           | 3:01     |  |
| 2.    | «Arrepentimiento»                            | 3:33     |  |
| 3.    | «Milagro»                                    | 2:59     |  |
| 4.    | «Sentir»                                     | 3:17     |  |
| 5.    | «Transmisión»                                | 3:05     |  |
| 6.    | «Fui a cazar»                                | 3:59     |  |
| 7.    | «Esfera»                                     | 3:09     |  |
| 8.    | «Mi corazón»                                 | 3:48     |  |
| 9.    | «Ten paz»                                    | 3:50     |  |
| 10.   | «Triángulo (Δ)»                              | 2:15     |  |
| 11.   | «Amanece»                                    | 3:01     |  |
| 12.   | «Siglos» (contiene una pista oculta en 5:06) | 15:37    |  |
| 51:39 |                                              |          |  |

## Personal
- Claudio Valenzuela - Voz, Guitarra, Teclados.
- Eduardo Caces - Bajo, Guitarra rítmica.
- Francisco González - Batería, Bajo, Teclados.
- Jorge Lobos - Trompeta (Invitado).